# ناميجيرفي
69°08′N 28°42′E / 69.133°N 28.700°E
ناميجيرفي هي بحيرة متوسطة الحجم تقع في منطقة مستجمعات المياه الرئيسي باتسجوكي. وهي موجودة في منطقة إقليم لابي (فنلندا) في فنلندا. تقع البحيرة بأكملها في فاستري وهي منطقة برية.